# Szypliszki (gemeente)
De gemeente Szypliszki (Litouws: Šipliškės valsčius) is een landgemeente in het Poolse woiwodschap Podlachië, in powiat Suwalski.
De zetel van de gemeente is in Szypliszki.
Op 30 juni 2004 telde de gemeente 4053 inwoners.

## Oppervlaktegegevens
In 2002 bedroeg de totale oppervlakte van gemeente Szypliszki 156,55 km², waarvan:
- agrarisch gebied: 77%
- bossen: 13%

De gemeente beslaat 11,97% van de totale oppervlakte van de powiat.

## Demografie
Stand op 30 juni 2004:
| Omschrijving                   | Totaal | Totaal | Vrouwen | Vrouwen | Mannen | Mannen |
| ------------------------------ | ------ | ------ | ------- | ------- | ------ | ------ |
| eenheid                        | aantal | %      | aantal  | %       | aantal | %      |
| inwoners                       | 4053   | 100    | 1998    | 49,3    | 2055   | 50,7   |
| bevolkingsdichtheid (inw./km²) | 25,9   | 25,9   | 12,8    | 12,8    | 13,1   | 13,1   |

In 2002 bedroeg het gemiddelde inkomen per inwoner 1404,76 zł.

## Plaatsen
Adamowizna, Aleksandrówka, Andrzejewo, Becejły, Białobłota, Bilwinowo, Budzisko, Czerwonka, Deksznie, Dębniak, Dębowo, Fornetka, Głęboki Rów, Grauże Stare, Jasionowo, Jegliniec, Jeziorki, Kaletnik, Klonorejść, Kociołki, Kolonijki, Krzywólka, Kupowo-Folwark, Lipniak, Lipowo, Łowocie, Majdan, Mały Kaletnik, Mikołajówka, Nowe Grauże, Nowe Jasionowo, Olszanka, Podwojponie, Pokomsze, Polule, Postawelek, Przejma Mała, Przejma Wielka, Przejma Wysoka, Romaniuki, Rybalnia, Sadzawki, Sitkowizna, Słobódka, Szelment, Szury, Szymanowizna, Szypliszki, Wesołowo, Węgielnia, Wiatrołuża Druga, Wojponie, Wygorzel, Zaboryszki, Żubryn, Żyrwiny.

## Aangrenzende gemeenten
Jeleniewo, Krasnopol, Puńsk, Rutka-Tartak, Suwałki, Suwałki. De gemeente grenst z Litwą.